# Saska Kępa
Saska Kępa (phát âm tiếng Ba Lan: [ˈsaska ˈkɛmpa]) là một khu phố ở Warsaw, Ba Lan, một phần của quận Praga Południe. Đây cũng là nơi có một trong những công viên đô thị lớn nhất của Warsaw, Công viên Skaryszewski.

## Lịch sử

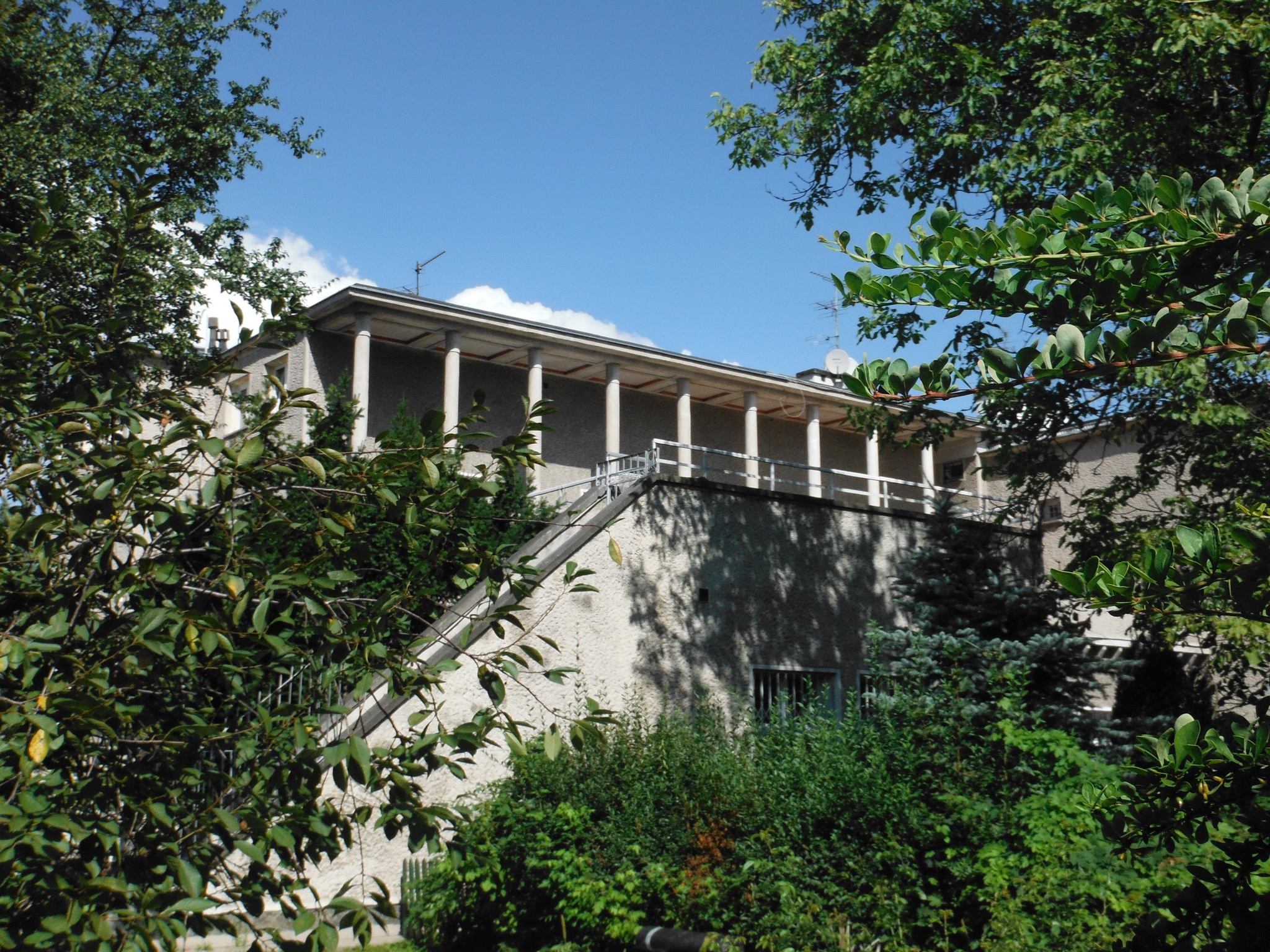
Ngôi nhà của gia đình Zalewski - một ví dụ về ngôi nhà trước chiến tranh được thiết kế bởi Bohdan Pniewski

Vào thế kỷ XVII, một khu vực nằm ở bờ phía đông sông Vistula đối diện Warsaw đã bị biến thành một trại quân đội. Khu vực này được gọi là Saska Kępa ('đồng cỏ Saxon') sau khi đội vệ binh Saxon của các vị vua Ba Lan đóng quân ở đó vào thế kỷ thứ mười tám. Khu vực này vẫn giữ được đặc tính nông thôn cho đến đầu thế kỷ XX. Nó chính thức trở thành một phần của thành phố Warsaw vào năm 1916 và nhanh chóng trở thành một trong những khu vực phát triển nhanh nhất của thành phố. Trong những năm 1920 và 1930, các thành viên của tầng lớp trung lưu của Warsaw ở ngoại ô và khu vực này trở thành một khu dân cư nổi tiếng.

## Cư dân nổi tiếng
- Tadeusz Baird - nhà soạn nhạc
- Wiktor Banach - doanh nhân và nhà từ thiện
- Miron Białoszewski - nhà thơ, tiểu thuyết gia, nhà viết kịch và diễn viên
- Stanisław Bułak-Bałachowicz - Tướng Ba Lan - Bêlarut, cựu chiến binh của Thế chiến I, Nội chiến Nga, Chiến tranh Ba Lan-Bolshevik và Chiến tranh phòng thủ Ba Lan
- Jan Cybis - họa sĩ
- Katarzyna Figura - nữ diễn viên
- Grzegorz Fitelberg và Halina Schmolz - nhạc trưởng và vũ công ba lê
- Józef Gosławski - nhà điêu khắc và nghệ sĩ ưu tú
- Helena Gruszecka - nữ diễn viên (sân khấu, đài phát thanh và phim)
- Konrad Guderski - người tổ chức và chỉ huy bảo vệ Bưu điện Ba Lan tại Danzig
- Janusz Kochanowski - luật sư, nhà ngoại giao, Ủy viên bảo vệ quyền dân sự của Cộng hòa Ba Lan (Người thanh tra Ba Lan), đã chết trong vụ tai nạn máy bay Smolensk ở Nga vào ngày 10 tháng 4 năm 2010
- Tadeusz Kutrzeba - tướng của Cộng hòa Ba Lan thứ hai
- Witold Lutosławski - nhà soạn nhạc
- Waldemar ysiak - tác giả, nhà sử học nghệ thuật và nhà báo
- Agnieszka Osiecka - nhà thơ và nhạc sĩ
- Jan Rokita - chính trị gia đảng tự do bảo thủ, thành viên của quốc hội, hạ viện của quốc hội Ba Lan, đồng thời là chủ tịch câu lạc bộ nghị viện của nền tảng dân sự
- Krzysztof Skowroński - nhà báo và giám đốc Chương trình 3 của Đài phát thanh Ba Lan
- Stanisław Sojka - ca sĩ / nhạc sĩ nhạc jazz và pop
- Stefan Wiechecki ("Wiech") - tác giả
- Wanda uczycka - Nữ diễn viên - https://pl.wikipedia.org/wiki/Wanda_Łuczycka

## Đại sứ quán

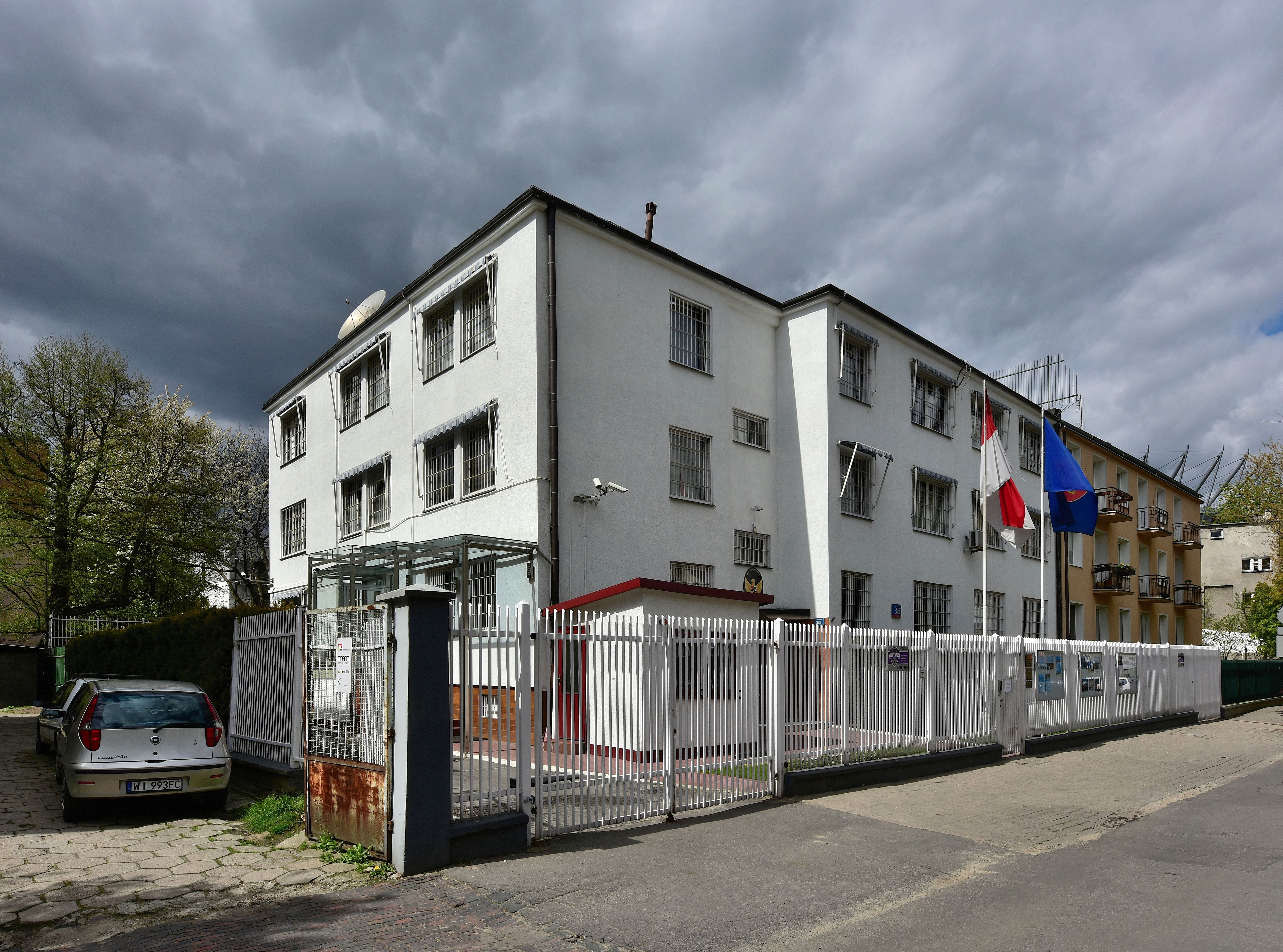
Đại sứ quán Indonesia

Các đại sứ quán của các quốc gia Algeria, Argentina, Azerbaijan, Brazil, Ai Cập, Georgia, Tây Ban Nha, Indonesia, Iraq, Iran, Colombia, Latvia, Malaysia và Bồ Đào Nha được đặt tại Saska Kępa.